# Leuchtturm von Motael
Der Leuchtturm von Motael (portugiesisch Farol de Motael) ist ein Leuchtturm in Dili, der Landeshauptstadt von Osttimor. Er steht im Suco Motael am Übergang der Avenida de Motael zur Avenida de Portugal. Der Leuchtturm markiert das westliche Ende der Bucht von Dili. Dort befindet sich südlich des Leuchtturms der Hafen von Dili.
Das Bauwerk ersetzte seinen etwa sieben Meter hohen Vorgänger aus den 1860er-Jahren, der bereits einzustürzen drohte. Auf einem gemauerten, runden Sockel aus dem Jahr 1889 wurde 1894 eine Metallkonstruktion gesetzt. 1932 fand ein Umbau statt und zwischen 1948 und 1949 wurden die Schäden aus dem Zweiten Weltkrieg (siehe: Schlacht um Timor) beseitigt. In dieser Zeit entstand auch das südlich nach dem Turm benannte Stadtviertel Farol, das für die europäischstämmige Bevölkerung Dilis geplant wurde.
Der Leuchtturm ist 19 Meter hoch, das Leuchtfeuer befindet sich auf einer Höhe von 17 Meter. Die Reichweite des Lichtsignals (vier weiße Blitze, alle sechs Sekunden) beträgt zwölf Seemeilen.

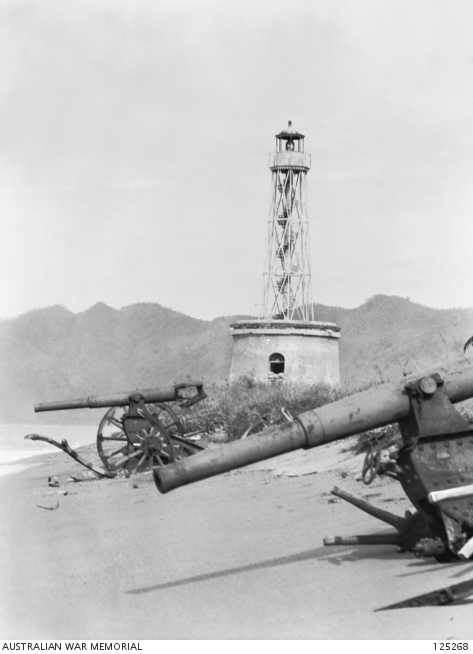
Der Leuchtturm hinter zerstörten niederländischen Geschützen (1946)
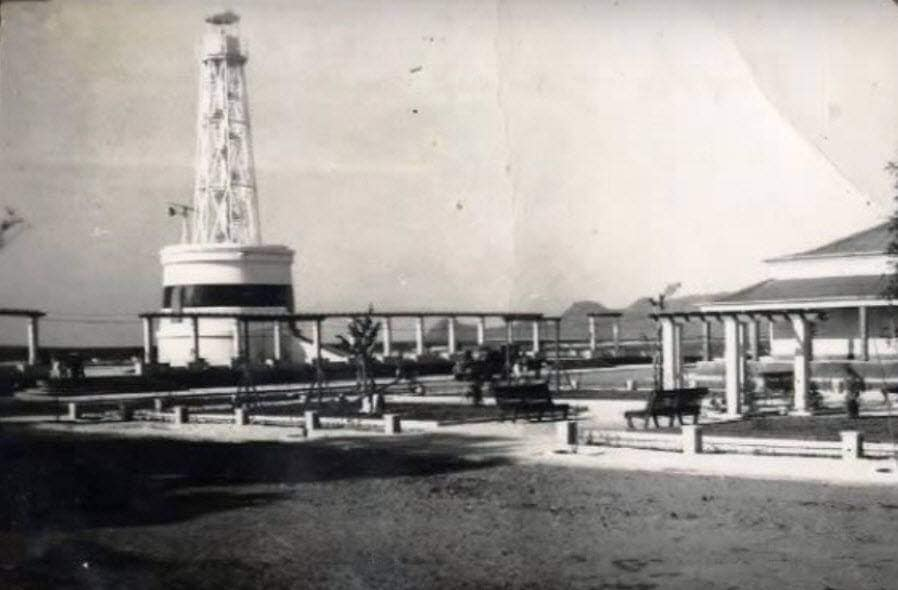
Nachkriegszeit